# Глазов, Сергей Алексеевич
Сергей Алексеевич Глазов (род. 18 мая 1952, г.Химки, Московская область) — советский и российский хоккеист.

## Биография
С 1965 года — в ДЮСШ ЦСКА. В сезонах 1970/71 — 1975/76 — играл за ЦСКА в чемпионате СССР. Сезон 1976/77 провёл в ленинградском СКА.
Сыграл 117 матчей, забил 32 гола.
Чемпион СССР 1972, 1973, 1975. Второй призёр 1974, 1976. Обладатель Кубка СССР 1973. Чемпион Европы 1971 среди юниоров. Участник Суперсерии с клубами НХЛ 1975/1976. Выступал за сборную СССР.